# Isomecocnemis cellularis
Isomecocnemis cellularis är en trollsländeart som först beskrevs av Karl Grünberg 1902.  Isomecocnemis cellularis ingår i släktet Isomecocnemis och familjen Protoneuridae. Inga underarter finns listade i Catalogue of Life.